# Миклош Гередье
Миклош Гередье (венг. Geregye nembeli Miklós; умер после 1279 года) — венгерский барон и землевладелец, воевода Трансильвании (1267—1268, 1272—1273, 1273—1274, 1274) и королевский судья (1275).

## Семья
Он был сыном королевского судьи Павла (умер до 1271 года). Его матерью была внучка палатина Венгрии Пата Дьёра. У него было три брата — Иштван, Гередье II, Эт II — и сестра, Агнесса, которая вышла замуж за Турула Наджимихали и после смерти мужа стала монахиней на острове Маргит. Дедом Миклоша был воевода Трансильвании Эт I Гередье. Поскольку Гередье и Эт появились в исторических записях десятилетием спустя на рубеже 1270-х и 1280-х годов, чем их старшие братья, венгерский историк Аттила Жолдос считает, что они были детьми от предполагаемого второго брака Павла Гередье. Нет никакой информации о каких-либо жёнах или потомках Миклоша.

## Сторонник герцогаИштвана
Миклош и его брат Иштван были впервые упомянуты в королевской хартии в 1256 году, когда король Бела IV обязал их отца Павла Гередье вернуть некоторые приобретённые земли вдоль реки Себеш-Кереш: Телегд, Сабольч, Сонколес и Бертени (сейчас — Тилеагд, Сэболчу, Шункуюш и Биртин в Румынии соответственно) первоначальным владельцам. В прошлом году войска Гередье захватили земельные владения соседнего клана Чанад. Вполне вероятно, что и Миклош, и Иштван участвовали в этих захватах. Согласно хартии 1278 года, Павел и его сыновья незаконно владели землёй Секелихид (сегодня Сэкуени, Румыния). После этих беззаконных деяний Павел был опозорен в королевском дворе и никогда больше не занимал никаких должностей. В этом контексте Миклош и Иштван принадлежали к сторонникам герцога Иштвана, чьи отношения с отцом Белой IV ухудшились к началу 1260-х годов.
Вполне возможно, что Миклош II был идентичен своему тёзке придворному, который служил графом (главой) герцогского двора в 1259 году. Примерно в то же время, его брат Иштван был ишпаном графства Ваш в 1260 году. После этого Миклош действовал как воевода Трансильвании в 1267—1268 годах, в течение конца правления Белы IV (предполагается, что он сохранял этот пост непрерывно с 1264 по 1270 год). Воеводство принадлежало к королевству герцога Иштвана, который даже принял титул «младшего короля» во второй половине 1260-х годов. Братья Миклош и Иштван Гередье поддержали герцога в конфликте гражданской войны между отцом и сыном, который развивался в 1264—1265 годах. Не исключено, что они сражались в битве при Исасеге в марте 1265 года, так как один из воинов замка Миклоша из графства Ваш получил статус королевского слуги за свои военные заслуги на поле боя от Иштвана. Историк Аттила Жолдос считает, что географическая близость их земель к герцогскому двору в Трансильвании, а также ухудшение отношений их отца Павла Гередье с Белой IV способствовали вовлечению его сыновей в восстание против королевской власти.

## Стремления к олигархии
Верность братьев Гередье герцогу Иштвану внезапно прервалась в мае 1270 года, когда последний вступил на престол и стал королём Венгрии, поскольку Миклош Гередье вместе с несколькими магнатами бежал из страны и нашёл прибежище при дворе короля Чехии Оттокара II. Чешский король также получил замок Добронья в Доброварале, Верхняя Венгрия (сегодня Подзамцок, Словакия) от Миклоша. Он участвовал в походе Оттокара против Венгрии в 1271 году, когда Миклош осадил и занял замок Нитра и прошёл через реку Грон. После заключения мирного договора между Иштваном V и Оттокаром II (1271) Миклош вернулся в Венгрию, однако смог восстановить своё прежнее политическое влияние только после смерти короля Иштвана V в 1272 году.
В 1272—1274 годах, во время правления малолетнего короля Ласло IV Куна, Миклош Гередье был воеводой Трансильвании и, таким образом, ишпаном графства Сольнок трижды. Он был назначен королевским судьёй и главой графства Банья (Аркибанья) в 1275 году.
Миклош Гередье активно участвовал в борьбе за власть между баронами и поддерживал семью Кёсеги и Иоахима Гуткеледа. Миклош и его братья пытались установить собственный домен, независимый от королевской власти. Миклош II начал расширять своё влияние на территории, которые окружали его владения и замки: Адорьян, Алмаш, Соломке и Валко. Однако король Ласло IV подавил их восстание с помощью военной силы в 1277 году. После этого клан Гередье лишился своих поместий и политических позиций.